# Sarcostemma torreyi
Sarcostemma torreyi là một loài thực vật có hoa trong họ La bố ma. Loài này được (A. Gray) Woodson miêu tả khoa học đầu tiên năm 1941.